# Gare de Farébersviller
Gare de Farébersviller – stacja kolejowa w miejscowości Farébersviller, w departamencie Mozela, w regionie Grand Est, we Francji. Jest zarządzana przez SNCF i obsługiwana przez pociągi TER Grand Est.

## Położenie
Znajduje się na linii Haguenau – Falck-Hargarten, na km 101,648 między stacjami Farschviller i Béning, na wysokości 257 m n.p.m.

## Linie kolejowe
- Linia Haguenau – Falck-Hargarten